# Recounts of Disembodiment
Recounts of Disembodiment är det maltesiska brutal death metal-bandet Beheadeds andra studioalbum, utgivet i april 2002 på Mighty Music.
Vokalisten Lawrence Joyce gör här sin första och enda fullängdsinsats med Beheaded. Han medverkar dock på EP:n Resurgence of Oblivion från 2000.

## Låtlista
1. "Broken Thoughts of Righteousness" – 4:24
2. "Horde of the Stolen Sun" – 4:17
3. "Recounts of Disembodiment" – 3:48
4. "Consecrated Absurdities" – 4:57
5. "Compelling Derangement" – 4:31
6. "Inherited Plague" – 3:59
7. "Fed upon Odium" – 4:07
8. "Disdain" – 4:35
9. "Spreading Contagion" (instrumental) – 3:14
10. "Unbound" – 4:35

## Medverkande
Musiker
- Lawrence Joyce – sång
- David Bugeja – gitarr
- Omar Grech – gitarr
- David Cachia – basgitarr, bakgrundssång
- Chris Brincat – trummor

Produktion
- David Vella – producent, inspelningstekniker
- Michael H. Andersen – exekutiv producent
- Bjarke Ahlstrand – exekutiv producent
- Toshihiro Egawa – albumkonst
- Steffi Portelli – foto